# Калиновское сельское поселение (Белгородская область)
Кали́новское се́льское поселе́ние — муниципальное образование в Красногвардейском районе Белгородской области.
Административный центр — село Калиново.

## История
Калиновское сельское поселение образовано 20 декабря 2004 года в соответствии с Законом Белгородской области № 159.

## Население
| 2010 | 2011 | 2012 | 2013 | 2014 | 2015 | 2016 | 2017 | 2018 |
| ---- | ---- | ---- | ---- | ---- | ---- | ---- | ---- | ---- |
| 950  | ↘946 | ↘915 | ↘889 | ↘871 | ↘863 | ↘847 | ↘841 | ↘819 |
| 2019 | 2020 | 2021 |      |      |      |      |      |      |
| ↗826 | ↘824 | ↘713 |      |      |      |      |      |      |

## Состав сельского поселения
| № | Населённый пункт | Тип населённого пункта       | Население |
| - | ---------------- | ---------------------------- | --------- |
| 1 | Высокий          | хутор                        | ↘7        |
| 2 | Горбунов         | хутор                        | ↘7        |
| 3 | Калиново         | село, административный центр | ↘563      |
| 4 | Мирный           | посёлок                      | ↗66       |
| 5 | Палатовка-Вторая | село                         | ↘137      |
| 6 | Попасное         | хутор                        | ↘164      |
| 7 | Ясенев           | хутор                        | ↘6        |